# Małgorzata Czermińska (ekonomistka)
Małgorzata Czermińska – polska ekonomistka, doktor habilitowany nauk społecznych, specjalistka od handlu zagranicznego.

## Kariera naukowa
W 1988 roku na Uniwersytecie Ekonomicznym w Krakowie uzyskała tytuł magistra międzynarodowych stosunków gospodarczych. W 1997 roku na Wydziale Ekonomii i Stosunków Międzynarodowych Uniwersytetu Ekonomicznego w Krakowie, uzyskała stopień doktora nauk ekonomicznych w zakresie ekonomii na podstawie rozprawy pt. Rozwój gospodarczy a rozwój społeczny krajów Unii Europejskiej. Analiza taksonometryczna, której promotorem był Czesław Bywalec.
W 2019 roku uzyskała na Uniwersytecie Ekonomicznym w Krakowie stopień doktora habilitowanego nauk społecznych w dyscyplinie ekonomii i finansów na podstawie pracy pt. Wspólna polityka handlowa Unii Europejskiej. Znaczenie dla ochrony jednolitego rynku wewnętrznego i międzynarodowego bezpieczeństwa ekonomicznego.